# トーマス・ワンカー
トーマス・ワンカー（Thomas Wanker, 1973年4月19日 - ）は、オーストリア、グラーツ出身の作曲家。トーマス・ワンダー（Thomas Wander）の名前でも知られる。2008年に『紀元前1万年』でBMIミュージック・アワードを受賞。

## 主なフィルモグラフィ
- バフィー 〜恋する十字架〜 Buffy the Vampire Slayer (2000-2002) テレビシリーズ、音楽
- ドレスデン、運命の日 Dresden (2006) 音楽
- ストーム・シティ Sturmflut (2006) 音楽
- 紀元前1万年 10,000 B.C. (2008) 音楽
- 2012 2012 (2009) 音楽
- もうひとりのシェイクスピア Anonymous (2011) 音楽
- ホワイトハウス・ダウン White House Down (2013) 音楽
- ミッドウェイ Midway (2019)  音楽